# Riyad Naasan Agha
Riyad Naasan Agha, né en 1947, est un homme politique syrien. Il est ministre de la Culture entre 2006 et 2010.

## Biographie
Il est diplômé d'un doctorat en philosophie, obtenu à l'université de Damas.
Il a été ambassadeur à Oman et aux Émirats arabes unis.

## Sources
- (en) Cet article est partiellement ou en totalité issu de l’article de Wikipédia en anglais intitulé « Riyad Naasan Agha » (voir la liste des auteurs).